# リン化亜鉛
リン化亜鉛（燐化亜鉛、リンかあえん、英文名称 Zinc phosphide）は、リンと亜鉛からなり、組成式Zn3P2 （二リン化三亜鉛、Trizinc diphosphide）で表される無機化合物。殺鼠剤や殺虫剤の成分として用いられる。

## 製法・反応

### 製法
亜鉛とリンを反応させることで製造できる。
{\displaystyle {\ce {3Zn\ + 2P -> Zn3P2}}}

### 反応
リン化亜鉛は水と反応して気体のホスフィンと水酸化亜鉛に分解する。
{\displaystyle {\ce {Zn3P2\ + 6H2O -> 2PH3\ + 3Zn(OH)2}}}

## 用途・毒性
野ねずみ（野ソ）・家ねずみに対する殺鼠剤の成分として、山林・田畑・倉庫に毒餌として仕掛けられる。市販品の商品名は「ラテミン」（大塚薬品工業）や「メリーネコ」（イカリ消毒）、「ダンクローデンG」（大丸合成薬品）など。ネズミが食べた後、胃酸と反応してホスフィン（リン化水素）ガスが発生することで、中枢神経を侵し、呼吸困難となり死滅させる。野外で殺鼠剤として使用する際は、水分によって有効成分が分解、気化して減少するので、雨水などの影響を考慮すべきである。
ニュージーランドにおいては、フクロギツネの駆除にもペースト剤が利用される例がある。また、ポプラのヤナギシリジロゾウムシに対する殺虫剤としても使用される。
日本では、濃度1%を超えるもの（黒色に着色され、かつ、トウガラシエキスを用いて著しく辛く着味されているものを除く）は毒物及び劇物取締法および毒物及び劇物指定令により劇物に指定されており、ヒトが経口摂取した場合は、嘔吐・胸部圧迫感・昏睡などの症状が現れ、死亡する。
酸の他、水分と反応しても、毒性の強いホスフィン（リン化水素）ガスを生じるため、保管および取扱いに際しては、酸や湿気との接触に注意する必要がある。